# Анаморфоз (искусство)

Г. Гольбейн-младший. Послы. 1533. Дерево, масло. Национальная галерея, Лондон

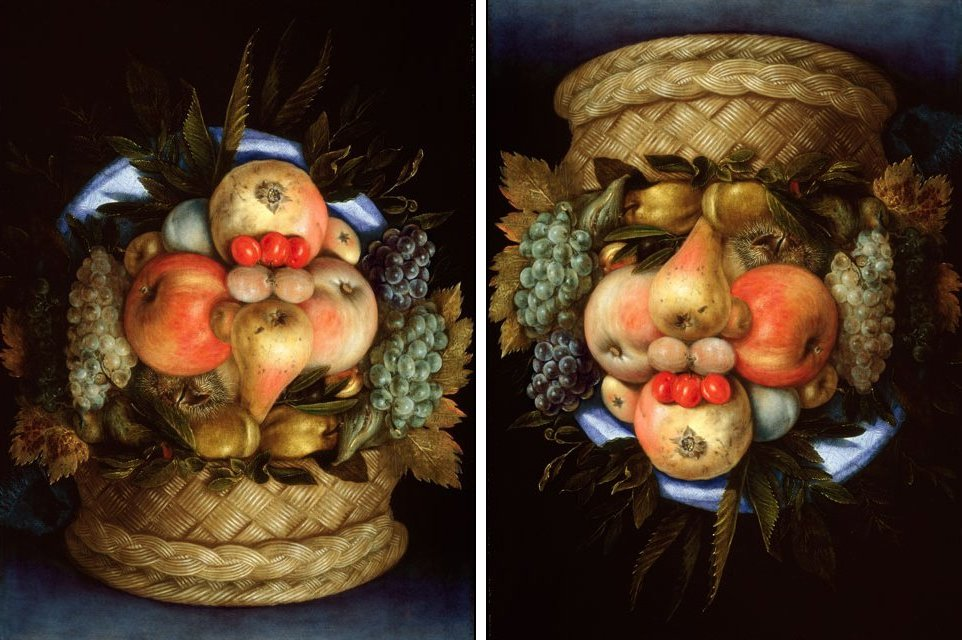
Арчимбольдо Дж. Корзина с фруктами. В перевёрнутом виде картина представляет собой портрет. ок. 1590. Дерево, масло

Анаморфо́з, анаморфо́за (др.-греч. ἀναμόρφωσις, [anamorphosis]; греч. αναμόρφωση; от ἀνᾰ- приставка со значением повторности + μορφή «образ, форма») — конструкция, созданная таким образом, что в результате оптического смещения некая форма, недоступная поначалу для восприятия как таковая, складывается в легко прочитываемый образ. Удовольствие состоит в наблюдении за тем, как образ неожиданно появляется из ничего поначалу не говорящей формы. Один из наиболее известных примеров — странный продолговатый предмет на картине Ганса Гольбейна-младшего «Послы», который при рассмотрении под определённым углом превращается в череп.
Другой пример — знаменитые «составленные головы» (фр. têtes composées) оригинального художника Джузеппе Арчимбольдо в серии живописных портретов «Времена года», голов, составленных из фруктов, овощей, цветов и плодов. Такие портреты безусловно связаны с эстетикой интернационального маньеризма.

## Примеры в кинематографе
- На принципе анаморфоза построена композиция нескольких сцен в фильме «Лабиринт».
- На принципе анаморфоза построены убийства в фильме «Анаморф[англ.]».